# Jacek Włodarski
Jacek Leszek Włodarski (ur. 1957) – funkcjonariusz Służby Więziennej, generał Służby Więziennej, dyrektor generalny tej formacji (2010–2015).

## Życiorys
Absolwent Szkoły Głównej Gospodarstwa Wiejskiego w Warszawie. Służbę w więziennictwie rozpoczął w 1981. Od 1991 zajmował stanowisko dyrektora Biura Kwatermistrzowsko-Finansowego Centralnego Zarządu Zakładów Karnych, a od 1995 – dyrektora Biura Emerytalnego Służby Więziennej. 20 listopada 2009 mianowany na stanowisko zastępcy dyrektora generalnego Służby Więziennej. 2 października 2010 został dyrektorem generalnym Służby Więziennej. 27 stycznia 2015 złożył dymisję z zajmowanego stanowiska po artykule Newsweeka w sprawie bezprawnego wykorzystywania więźniów przy budowie autostrady A2.
31 stycznia 2011 mianowany na stopień generała Służby Więziennej.

## Odznaczenia
- Srebrny Krzyż Zasługi (2002)[6]
- Medal „Za Zasługi dla Straży Granicznej” (brak informacji o klasie odznaczenia)[7]